# Branchiomma bairdi
Branchiomma bairdi is een borstelworm uit de familie Sabellidae. Het lichaam van de worm bestaat uit een kop, een cilindrisch, gesegmenteerd lichaam en een staartstukje. De kop bestaat uit een prostomium (gedeelte voor de mondopening) en een peristomium (gedeelte rond de mond) en draagt gepaarde aanhangsels (palpen, antennen en cirri).
Branchiomma bairdi werd in 1885 voor het eerst wetenschappelijk beschreven door McIntosh.

## Verspreiding
Branchiomma bairdi werd in 1885 door McIntosh vanuit Bermuda beschreven en is bekend van centraal Florida tot Panama in de Atlantische Oceaan en de Caribische eilanden. Het is geïntroduceerd in de Pacifische kust van Mexico en Panama, de Galapagos-eilanden, Hawaï, Queensland, Australië, de Middellandse Zee en het eiland Madeira. Typische leefgebieden voor deze worm zijn mangroven, rotsen, koraalpuin, jachthavenpieren, palen, touwen, bootrompen, oester- en garnalenkwekerijen, in ondiepe wateren (intertidaal tot 6 meter). Rompvervuiling is de meest waarschijnlijke bron voor introductie. Het heeft dichte populaties ontwikkeld in mediterrane lagunes en havens, en in estuaria in Sinaloa, Mexico.